# ベルナルド・ベルトルッチ
ベルナルド・ベルトルッチ （Bernardo Bertolucci、1941年3月16日 - 2018年11月26日）は、イタリアの映画監督。日本語では慣用的にベルトリッチと表記される場合もある。

## 来歴

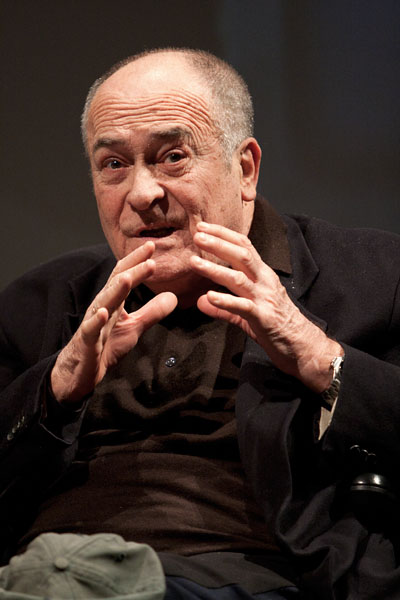
2011年

1941年3月16日にパルマで生まれる。父は詩人・作家のアッティリオ・ベルトルッチ、母は教師。弟のジュゼッペ・ベルトルッチは、詩人・映画監督。『暗殺のオペラ』『ルナ』などのプロデューサーのジョヴァンニ・ベルトルッチはいとこ。
父の影響を受け、15歳で詩や小説の執筆を始め、いくつかの文学賞を受賞する。
ローマ大学在学中の1961年にはピエル・パオロ・パゾリーニ監督のデビュー作『アッカトーネ』の助監督を務めた。翌1962年にローマ大学を中退すると、パゾリーニの原案を元にした長編『殺し』を発表し、映画監督としてデビュー。1964年に発表した2作目『革命前夜』はコミュニストであることを公言する22歳の青年を主人公にしたベルトルッチの自伝的作品と言われている。同作は第17回カンヌ国際映画祭では批評家週間部門に出品され、新評論家賞を受賞した。
1970年、イタリアにおけるファシズムの台頭と崩壊を描いた『暗殺の森』を発表。全米映画批評家協会賞 監督賞受賞やアカデミー脚色賞ノミネートなど、世界から高く評価された。1972年、マーロン・ブランドとマリア・シュナイダーを起用して製作した『ラストタンゴ・イン・パリ』を発表。ポルノか芸術かの二項対立の論議を生み出したが、第46回アカデミー賞では監督賞にノミネートされた。1976年に発表した『1900年』はロバート・デ・ニーロとジェラール・ドパルデューを起用し、20世紀前半のイタリア現代史を総括した5時間16分の大作であった。
1987年、清朝最後の皇帝である愛新覚羅溥儀の生涯を描いた『ラストエンペラー』を発表。第60回アカデミー賞作品賞・監督賞など多数の賞を受賞し、世界的な成功を収めた。その後発表した『シェルタリング・スカイ』（1990年）、『リトル・ブッダ』（1993年）とともに「東洋三部作」（オリエント3部作、Oriental Trilogy）として知られる。
2003年の『ドリーマーズ』以降、長らく闘病生活を送っていたが、2012年に『孤独な天使たち』で9年ぶりに復帰。闘病中の2011年には第64回カンヌ国際映画祭で名誉パルム・ドールを受賞している。2013年、第70回ヴェネツィア国際映画祭で自身2度目となる審査員長を務めた。
2018年11月26日、癌のためローマ市内の自宅で死去。77歳没。
第91回アカデミー賞の、逝去した映画人に哀悼を捧げる“In Memoriam”（イン・メモリアム）のコーナーで追悼された。

## フィルモグラフィー

### 監督作品
- 殺し La Commare secca（1962年）
- 革命前夜 Prima della rivoluzione（1964年）
- ベルトルッチの分身 Partner.（1968年）
- 臨終 Agonia（1969年）オムニバス『愛と怒り』Amore e rabbiaの一篇
- 暗殺のオペラ Strategia del ragno（1970年）
- 暗殺の森 Il Conformista（1970年）
- ラストタンゴ・イン・パリ Ultimo tango a Parigi (Last Tango in Paris)（1972年）
- 1900年 Novecento (1900)（1976年）
- ルナ La luna (Luna)（1979年）
- ある愚か者の悲劇 La Tragedia di un uomo ridicolo（1981年）
- ラストエンペラー L'ultimo imperatore (The Last Emperor)（1987年）
- シェルタリング・スカイ Il tè nel deserto (The Sheltering Sky)（1990年）
- リトル・ブッダ Piccolo Buddha (Little Buddha)（1993年）
- 魅せられて Io ballo da sola (Stealing Beauty)（1996年）
- シャンドライの恋 L'assedio (Besieged)（1998年）
- 水の寓話 Histoire d'eaux（2002年）オムニバス『10ミニッツ・オールダー イデアの森』の一篇
- ドリーマーズ I sognatori (The Dreamers)（2003年）
- 孤独な天使たち Io e te（2012年）

### 製作作品
- Sconcerto Rock（1982年）監督：Luciano Manuzzi
- Io con te non ci sto più（1982年）監督：Gianni Amico
- Il trionfo dell'amore (The Triumph of Love)（2001年）監督：Clare Peploe

### 出演作品
- ゴーレム、さまよえる魂 Golem - Lo spirito dell'esilio (Golem, l'esprit de l'exil)（1992年）監督：アモス・ギタイ

## 受賞歴
| 賞                             | 年     | 部門                     | 作品                         | 結果       |
| ------------------------------ | ------ | ------------------------ | ---------------------------- | ---------- |
| 英国映画協会                   | 1970年 | サザーランド杯           | 『暗殺の森』                 | 受賞       |
| 英国映画協会                   | 1998年 | BFIフェローシップ賞      | -                            | 受賞       |
| アカデミー賞                   | 1971年 | 脚色賞                   | 『暗殺の森』                 | ノミネート |
| アカデミー賞                   | 1973年 | 監督賞                   | 『ラストタンゴ・イン・パリ』 | ノミネート |
| アカデミー賞                   | 1987年 | 作品賞                   | 『ラストエンペラー』         | 受賞       |
| アカデミー賞                   | 1987年 | 監督賞                   | 『ラストエンペラー』         | 受賞       |
| アカデミー賞                   | 1987年 | 脚色賞                   | 『ラストエンペラー』         | 受賞       |
| ゴールデングローブ賞           | 1971年 | 外国語映画賞             | 『暗殺の森』                 | ノミネート |
| ゴールデングローブ賞           | 1973年 | 監督賞                   | 『ラストタンゴ・イン・パリ』 | ノミネート |
| ゴールデングローブ賞           | 1987年 | 作品賞 (ドラマ部門)      | 『ラストエンペラー』         | 受賞       |
| ゴールデングローブ賞           | 1987年 | 監督賞                   | 『ラストエンペラー』         | 受賞       |
| ゴールデングローブ賞           | 1987年 | 脚本賞                   | 『ラストエンペラー』         | 受賞       |
| ゴールデングローブ賞           | 1990年 | 監督賞                   | 『シェルタリング・スカイ』   | ノミネート |
| 全米映画批評家協会賞           | 1971年 | 作品賞                   | 『暗殺の森』                 | 2位        |
| 全米映画批評家協会賞           | 1971年 | 監督賞                   | 『暗殺の森』                 | 受賞       |
| 全米映画批評家協会賞           | 1987年 | 作品賞                   | 『ラストエンペラー』         | 3位        |
| ニューヨーク映画批評家協会賞   | 1971年 | 監督賞                   | 『暗殺の森』                 | 次点       |
| ニューヨーク映画批評家協会賞   | 1973年 | 作品賞                   | 『ラストタンゴ・イン・パリ』 | 次点       |
| ニューヨーク映画批評家協会賞   | 1990年 | 監督賞                   | 『シェルタリング・スカイ』   | 次点       |
| ダヴィッド・ディ・ドナテッロ賞 | 1971年 | 作品賞                   | 『暗殺の森』                 | 受賞       |
| ダヴィッド・ディ・ドナテッロ賞 | 1988年 | 作品賞                   | 『ラストエンペラー』         | 受賞       |
| ダヴィッド・ディ・ドナテッロ賞 | 1988年 | 監督賞                   | 『ラストエンペラー』         | 受賞       |
| ダヴィッド・ディ・ドナテッロ賞 | 1988年 | 脚本賞                   | 『ラストエンペラー』         | 受賞       |
| ダヴィッド・ディ・ドナテッロ賞 | 1996年 | 作品賞                   | 『魅せられて』               | ノミネート |
| ダヴィッド・ディ・ドナテッロ賞 | 1996年 | 監督賞                   | 『魅せられて』               | ノミネート |
| ダヴィッド・ディ・ドナテッロ賞 | 1999年 | 作品賞                   | 『シャンドライの恋』         | ノミネート |
| ダヴィッド・ディ・ドナテッロ賞 | 1999年 | 監督賞                   | 『シャンドライの恋』         | ノミネート |
| ダヴィッド・ディ・ドナテッロ賞 | 1996年 | 作品賞                   | 『孤独な天使たち』           | ノミネート |
| ダヴィッド・ディ・ドナテッロ賞 | 1996年 | 監督賞                   | 『孤独な天使たち』           | ノミネート |
| ダヴィッド・ディ・ドナテッロ賞 | 1996年 | 脚本賞                   | 『孤独な天使たち』           | ノミネート |
| ナストロ・ダルジェント賞       | 1973年 | 最優秀作品監督賞         | 『ラストタンゴ・イン・パリ』 | 受賞       |
| ナストロ・ダルジェント賞       | 1988年 | 最優秀作品監督賞         | 『ラストエンペラー』         | 受賞       |
| ナストロ・ダルジェント賞       | 1991年 | 最優秀作品監督賞         | 『シェルタリング・スカイ』   | ノミネート |
| ナストロ・ダルジェント賞       | 1997年 | 最優秀作品監督賞         | 『魅せられて』               | ノミネート |
| ナストロ・ダルジェント賞       | 2000年 | 脚本賞                   | 『シャンドライの恋』         | ノミネート |
| ナストロ・ダルジェント賞       | 2004年 | 最優秀作品監督賞         | 『ドリーマーズ』             | ノミネート |
| 全米監督協会賞                 | 1973年 | 長編映画監督賞           | 『ラストタンゴ・イン・パリ』 | ノミネート |
| 全米監督協会賞                 | 1987年 | 長編映画監督賞           | 『ラストエンペラー』         | 受賞       |
| ボディル賞                     | 1977年 | 非アメリカ映画賞         | 『1900年』                   | 受賞       |
| ロサンゼルス映画批評家協会賞   | 1987年 | 作品賞                   | 『ラストエンペラー』         | 次点       |
| 英国アカデミー賞               | 1988年 | 作品賞                   | 『ラストエンペラー』         | 受賞       |
| 英国アカデミー賞               | 1988年 | 監督賞                   | 『ラストエンペラー』         | ノミネート |
| ヨーロッパ映画賞               | 1988年 | 審査員特別賞             | 『ラストエンペラー』         | 受賞       |
| ヨーロッパ映画賞               | 2012年 | 生涯貢献賞               | -                            | 受賞       |
| セザール賞                     | 1988年 | 外国映画賞               | 『ラストエンペラー』         | 受賞       |
| イタリア・ゴールデングローブ賞 | 1999年 | 作品賞                   | 『シャンドライの恋』         | 受賞       |
| イタリア・ゴールデングローブ賞 | 2000年 | 生涯功労賞               | -                            | 受賞       |
| イタリア・ゴールデングローブ賞 | 2004年 | 監督賞                   | 『ドリーマーズ』             | ノミネート |
| ロカルノ国際映画祭             | 1997年 | 名誉豹賞                 | -                            | 受賞       |
| ヴェネツィア国際映画祭         | 2007年 | 栄誉金獅子賞             | -                            | 受賞       |
| カンヌ国際映画祭               | 2011年 | パルム・ドール・ドヌール | -                            | 受賞       |